# Grande-Rivière Château
Grande-Rivière Château is een gemeente in het Franse departement Jura (regio Bourgogne-Franche-Comté). De plaats maakt deel uit van het arrondissement Saint-Claude. Grande-Rivière Château is op 1 januari 2019 ontstaan door de fusie van de gemeenten Château-des-Prés en Grande-Rivière.

## Geografie

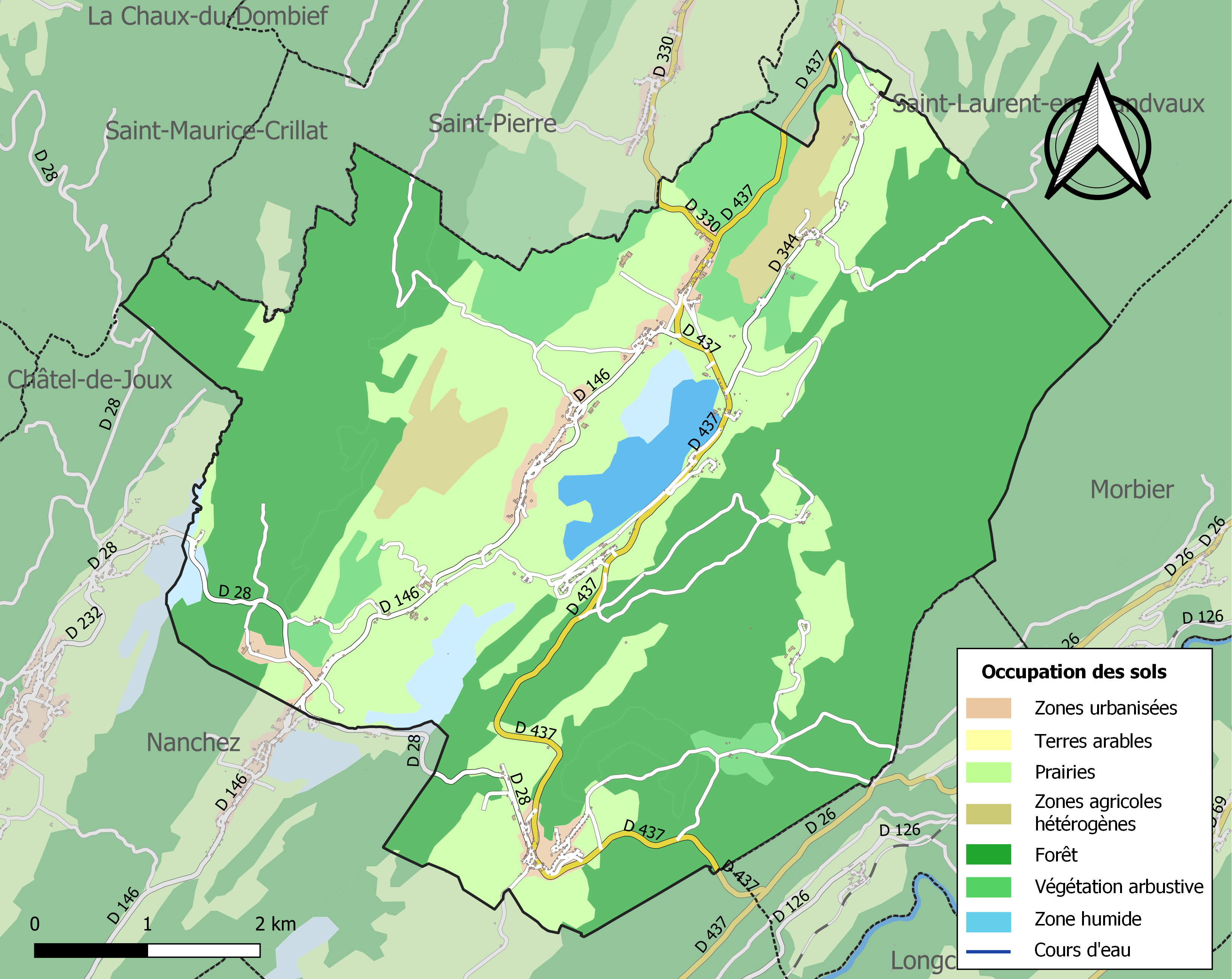
Kaart van de gemeente met de belangrijkste infrastructuur, bodemgebruik en omliggende gemeenten

## Demografie
Onderstaande figuur toont het verloop van het inwonertal (bron: INSEE-tellingen).

## Afbeeldingen

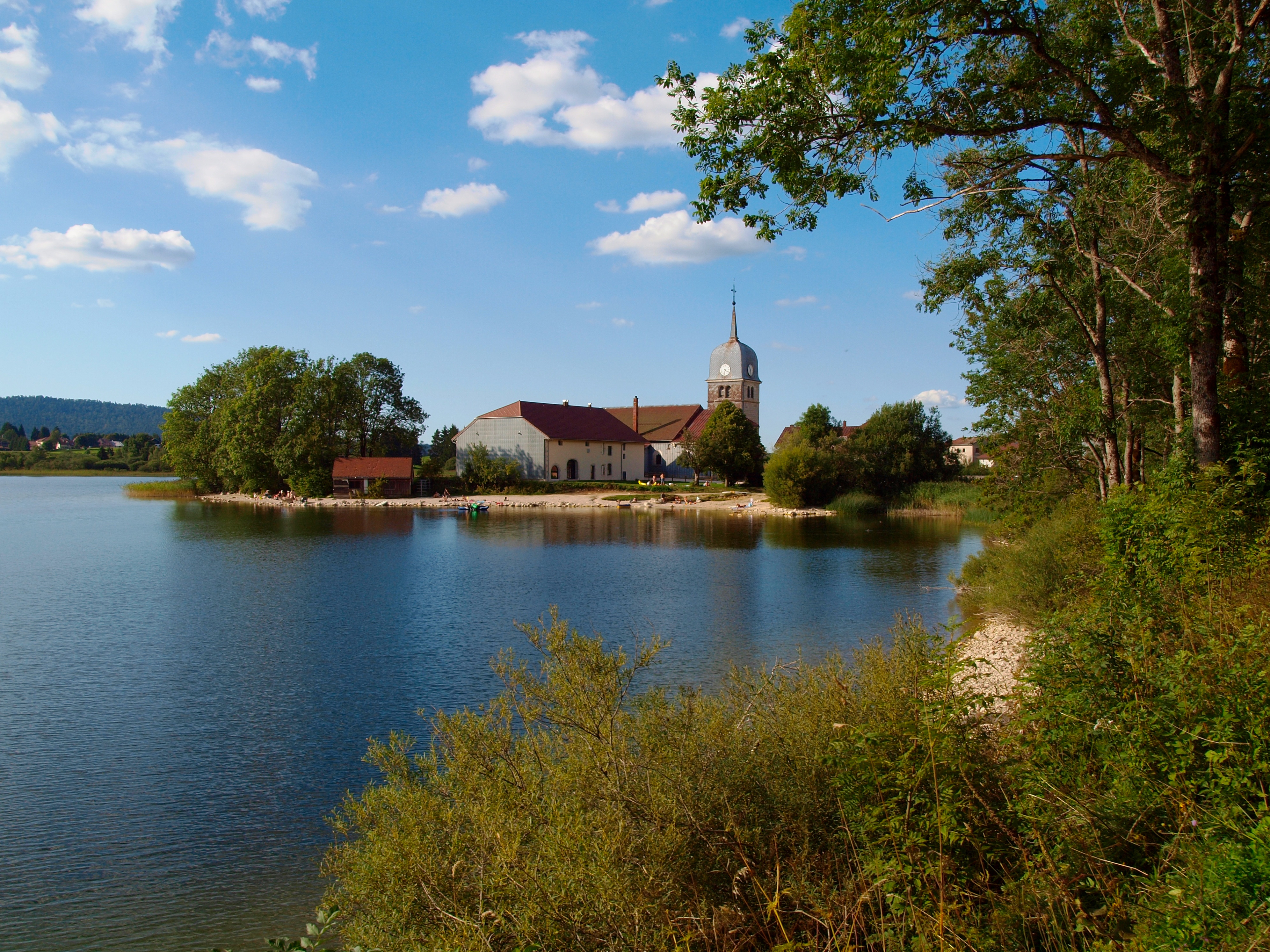
Abbaye du Grandvaux, Grande-Rivière
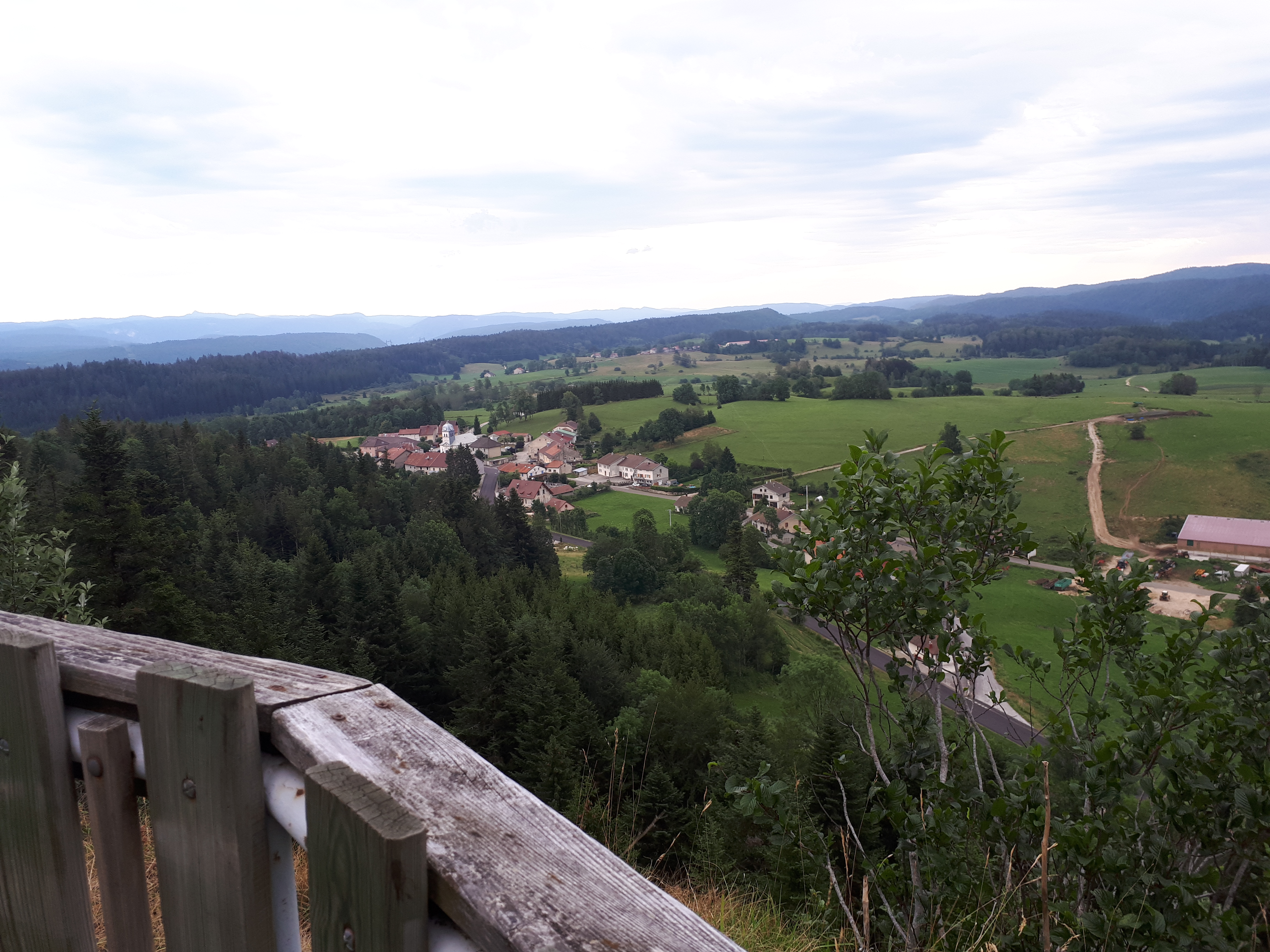
Gezicht op Château-des-Prés

1. ↑  Populations de référence 2022.